# Örnmaskiner

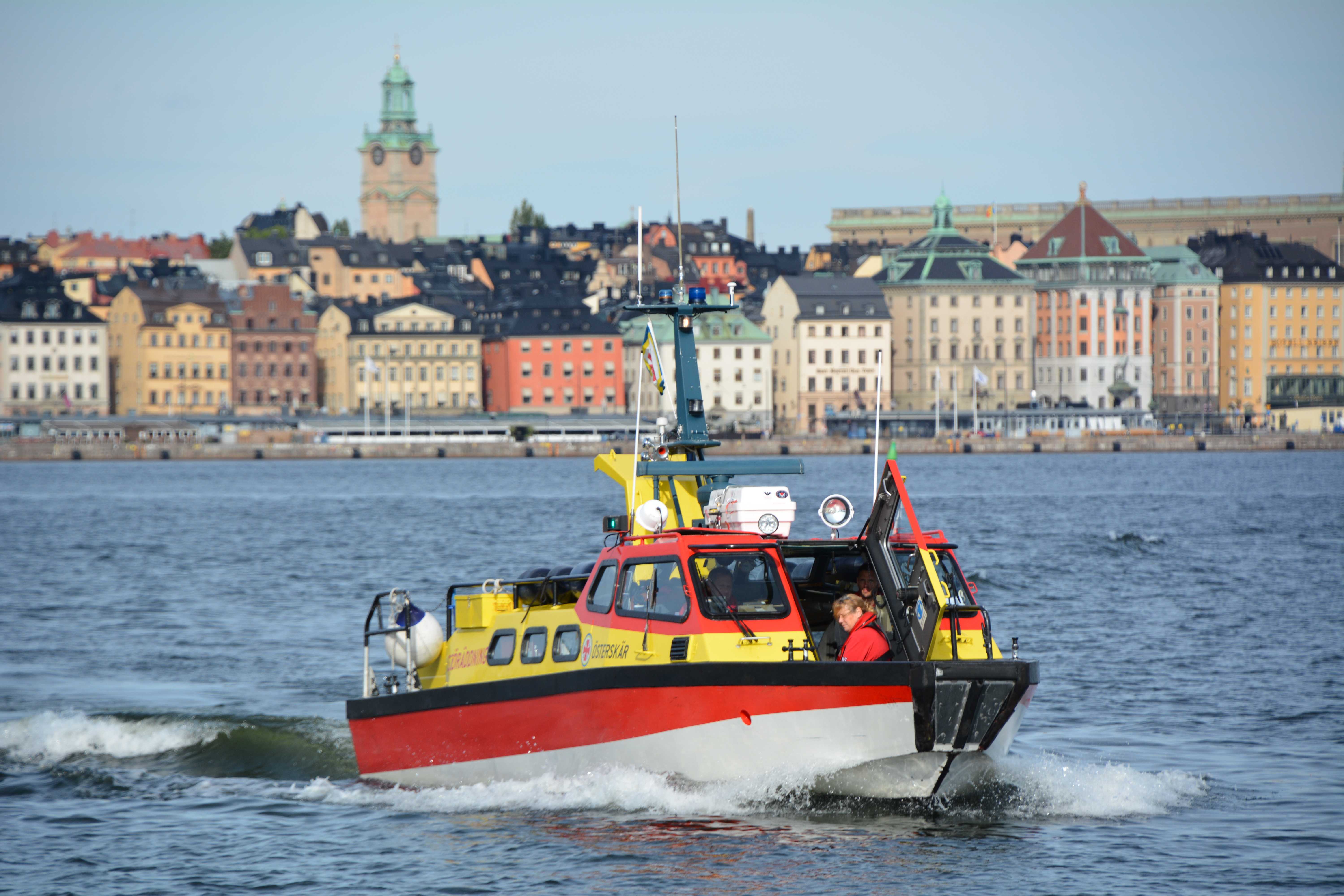
Rescue Österskär på Stockholms ström, en tidigare Stridsbåt 90E, byggd 1994 av Storebro bruk

AB Örnmaskiner grundades i Storebro 1933 av Ivar Gustafsson tillsammans med bröderna Sigurd och Harry samt vännen Georg Larsson. Ivar Gustafsson hade börjat som springpojke på Storebro Bruk som 15-åring 1923, och var en av de som blivit uppsagda av Storebro Bruk i samband med den ekonomiska depressionen i början av 1930-talet. Med sig, i stället för slutlön, fick han tillverkningsrättigheten till en mindre modell av svarv, samtidigt som bruket fortsättningsvis koncentrerade sig på större modeller av svarvar och andra verkstadsmaskiner. 
När bruket 1938 flyttade till nybyggda lokaler närmare järnvägen, expanderade Örnmaskiner sina lokaler på det gamla bruksområdet. 
År 1946 började företaget också att tillverka roddbåtar och fiskesnipor i trä, baserat på estniska båtbyggare som flytt Estland mot slutet av andra världskriget. Tillverkning av fritidsbåtar blev sedan
en betydande tillverkningsgren. Örnmaskiner tillverkade modeller som typbåten Vindö 1951–62, ritade av Einar Runius och typbåten Solö Ruff 1951–54, också ritad av Einar Runius. På 1940-talet köpte Örnmaskiner Storebro Bruks gamla mekaniska verkstad och gjuteri. 
År 1963 köpte Örnmaskiner upp Storebro Bruk. Det fusionerade företaget använde sig av företagsnamnet Storebro Bruk. Som mest, i början av 1970-talet, sysselsatte Storebro Bruk omkring 650 personer vid anläggningar i Storebro och Västervik. År 1973 gick Ivar Gustafsson i pension, och sönerna, bröderna Roy och Lennart Ivarsson, övertog verksamheten. Roy Ivarsson blev verkställande direktör, medan Lennart Ivarsson blev chef för båttillverkningen.
Under 1980-talet delades företaget upp i olika dotterbolag. År 1988 såldes dotterbolagen Storebro Maskin AB och Storebro Gjuteri AB. År 1997 såldes moderbolaget Storebro Bruks AB samt dotterbolaget Storebro Royal Cruiser AB till Hans Mellström. Han grundade företagsgruppen Viamare Boats, inom vilket företag Storebro fick sällskap av Nimbus, Ryds och Maxi. Företagsnamnet ändrades senare till Nimbus Boats. Under 1980- och 1990-talet började företaget bygga stora lyxiga motorbåtar i plast för export.